# METAFONT
Metafont是一種用於定義矢量字體的編程語言。這也是Metafont直譯器的名稱，其生成的點陣字體，可嵌入到PostScript中。Metafont由高德納發明，與也是他發明的TeX排版軟體相輔相成。
Metafont的特點之一是所有的字体都是用几何方程定义的，例如，可以用線段及貝茲曲線的相交處來定義點。

## 歷史
美國計算機科學家高德纳（Donald Knuth）於1977年著手字體製作軟件，並於1979年發佈的第一個版本METAFONT。由於原來語言的缺陷，高德纳於1984年開發一個全新的METAFONT系統。METAFONT有一個與TeX的相似點 ，就是每一個更新版本都愈接近一個數學常數（每一個更新版本增加一個小數位，METAFONT趋近于e，TeX趋近于π）。

## 特点
与很多常见的轮廓字体格式如TrueType和PostScript Type 1不同，METAFONT字体主要由一定宽度的“笔划”和一些封闭填色区域构成。因此，METAFONT字体文件并不描述字形的轮廓，而是描述“笔划”的路径。
METAFONT的曲线描述采用三次样条函数，而不是二次的。

## 使用
虽然一些著名的字体设计师如Hermann Zapf已经与高德纳合作用METAFONT设计新字体（二者曾合作设计了AMS Euler数学字体），但这个系统并未在业界被广泛使用。高德纳认为这是由于“让一个艺术家变成一个能够理解如何通过60多个参数设计字体的数学家实在太困难”。

## 例子
下列例子為字母B定義一個類似豆子的字型。
```
%file name: beta.mf

%mode_setup;

% Define a beanlike shape for the character B

beginchar
("B",11pt#,11pt#,0)
;

  
% Setup coordinates as an equation system

  
y1=y2=y3=0;

  
y4=y5=y6=h;

  
x1=x4=0;

  
x2=x5=w;

  
x3=x6=2*w;

  
% Define pen

  
pickup
 
pencircle
 
xscaled
 
0.2w
 
yscaled
 
0.04w
 
rotated
 
45;

  
% Draw the character curve

  
draw
 
z1..z3..z6
{
z2-z6
}
..z5..
{
z4-z2
}
z4..cycle;

endchar;

end

```

這會產生下列字型圖樣：
上述例子可由命令列指令來處理
：
```
mf '\mode=ljfour; mode_setup; input beta.mf'; gftopk beta.600gf beta.600pk
```

處理後可用於LaTeX檔案（所有檔案應存放在相同目錄下，或是使用適當的方法提示TeX系統相關的資訊）：
```
\documentclass
{
article
}

\newfont
{
\letterbeta
}{
beta
}

\newcommand
{
\otherbeta
}{{
\letterbeta
 B
}}

\begin
{
document
}

Let’s try having a strange 
\otherbeta\ 
here.

\end
{
document
}

```

最後的PDF檔應如下所示：

## 外部連結
- The Metafont Tutorial: an online guide to using Metafont. （页面存档备份，存于）